# Plchůvky (przystanek kolejowy)
Plchůvky – przystanek kolejowy w miejscowości Plchůvky, w kraju pardubickim, w Czechach. Znajduje się na wysokości 280 m n.p.m..
Jest zarządzany przez Správę železnic. Na przystanku nie ma możliwości zakupu biletów, a obsługa podróżnych odbywa się w pociągu.

## Linie kolejowe
- 020 Velký Osek – Choceň